# 富山県立しらとり支援学校
富山県立しらとり支援学校（とやまけんりつ しらとりしえんがっこう）は、富山県富山市にある県立の特別支援学校。富山県内最大の特別支援学校でもある。

## 沿革
- 1978年4月15日 - 富山県立しらとり養護学校として開校。1年目は定員117名中59名のみの入学であった[3]。
- 1980年 - 高等部設置[1]
- 2010年4月1日 - 富山県立富山しらとり支援学校に校名を変更

## 設置学部
- 小学部
- 中学部
- 高等部
  - 産業技術科
  - 生活文化科

## 部活動
中学部・高等部は週2回部活動を行っている。

### 運動部
- 陸上部
- 卓球部
- サッカー部
- スポーツ部
- エアロビクス部
- ウォーキング部

### 文化部
- 音楽部
- 日本舞踊部
- パソコン部
- 和太鼓部
- 写真部
- 美術部
- ハンドメイド部

## 交通
- 富山市婦中町羽根バス停徒歩5分